# Ausbruch der 28
Ausbruch der 28 ist ein britisch-irischer Kriegsfilm des Regisseurs Lamont Johnson aus dem Jahr 1970. Das Drehbuch basiert auf einem Roman von Sidney Shelley, der auch am Drehbuch mitwirkte. Die Premiere des Films erfolgte am 28. Oktober 1970 in den USA. In Deutschland erschien er erstmals am 12. Januar 1971.

## Handlung
Captain Connor, ein aus Irland stammender Offizier der britischen Armee, wird mitten im Zweiten Weltkrieg in das Kriegsgefangenenlager Camp MacKenzie nach Schottland beordert. Dort werden vorwiegend deutsche Marine- und Luftwaffenoffiziere festgehalten. Connor ist ein eigenwilliger Offizier, der sich nur selten an die Dienstvorschriften hält. Er soll dem überforderten Lagerkommandanten Major Perry helfen, mit den renitenten Gefangenen – vor allem Marineangehörigen – fertigzuwerden. Einen Gefangenenaufruhr lässt er von der Feuerwehr niederspritzen. Der Captain hat den Verdacht, dass die Deutschen damit von einem geplanten Ausbruch ablenken wollen. Connors Verdacht erhärtet sich, als der Leutnant Neuchl nach einer inszenierten Schlägerei im Krankenrevier liegt. Halb bewusstlos, spricht Neuchl unzusammenhängend von einer geplanten Fluchtaktion. Doch bevor Neuchl aus seiner anschließenden Ohnmacht erwachen kann, wird er erdrosselt – was von den Deutschen als Selbstmord durch Erhängen getarnt wird. Der Jagdflieger war Anfeindungen ausgesetzt, da er unter seinen Mitgefangenen als Anpasser und Homosexueller galt. Connor sagt dem deutschen Marineoffizier Schlüter auf den Kopf zu, dass er ihn für den Auftraggeber des Mordes an Neuchl hält. Und dafür „werde er hängen“.
Kapitänleutnant Schlüter – U-Boot-Kommandant, überzeugter Nazi und Anführer der deutschen Kriegsgefangenen – steht mit Berlin in Kontakt. Für die Flucht soll ein deutsches U-Boot vor der Küste bereitstehen. Ein Tunnel soll 28 U-Boot-Männern die Flucht zur schottischen Küste ermöglichen. Um auch das deutsche U-Boot aufbringen zu können, gibt Connor, der vom Plan Wind bekommen hat, den Ausbrechern die Gelegenheit zur Flucht. Major Perry ist dagegen, doch Connor setzt sich durch. Kurz darauf verliert sich jedoch die Spur der Deutschen. In einem Möbelwagen versteckt, gelangen sie an die Küste. Mit einem Flugzeug sucht Connor nach den Flüchtigen. Erst im letzten Moment entdeckt er Schlüter und seine Männer, als diese sich von der Steilküste abseilen, um mit Schlauchbooten zum wartenden U-Boot überzusetzen. Zuvor hatten die U-Boot-Leute leichtsinnig ihr Fluchtfahrzeug in die Tiefe gestürzt, der vom brennenden Wrack aufsteigende Rauch war nicht zu übersehen. Über Funk alarmiert Connor ein bereitstehendes Motortorpedoboot. Das Kriegsschiff kommt jedoch etwas zu spät, so dass nur Schlüter und drei seiner Leute wieder eingefangen werden können. Wutentbrannt hatte Schlüter zuvor aus seinem Boot mit einer Maschinenpistole auf Connors Flugzeug gefeuert. Der frustrierte Connor sieht sich weiteren Scherereien und Disziplinarverfahren ausgesetzt. Von oben blickt er auf seinen deutschen Kontrahenten herab und murmelt dabei vor sich hin: „Willi, nun sitzen wir beide in der Scheiße“.

## Kritiken
Das Lexikon des internationalen Films beschreibt die Produktion als „[e]ine von Unwahrscheinlichkeiten und verlogener Abenteuerlichkeit geprägte Story. Der mit amüsanten Ausstattungsfehlern behaftete Film zelebriert jene sportliche Bewunderung, die sich manche Militärs, über nationale Grenzen hinweg, gegenseitig für heroisches Handeln zollen“. Hingegen lobt die Variety das „einfallsreiche, intelligente Drehbuch, die knisternde Regie von Lamont Johnson und die kraftvollen, dreidimensionalen Portraits von Keith und Griem“.
Auch die Zeitschrift Cinema sieht den Film eher positiv und bezeichnet ihn als „intensive Charakterstudie mit furiosem Finale. Das Fazit lautet: Actionreicher Zweikampf vor Kriegskulisse.“.
Zwiespältig urteilt dagegen der Evangelische Film-Beobachter: „Johnsons Streifen gibt sich als Auseinandersetzung zweier unterschiedlicher Auffassungen von Freiheit, Pflicht und Ordnung, personifiziert in den beiden Hauptdarstellern. Trotz des zurückhaltenden Spiels und der erstaunlich objektiven Darstellung der feindlichen Lager muß man diesen Film nicht gesehen haben.“

## Auszeichnungen
Brian Keith belegte bei den Laurel Awards 1971 den dritten Platz in der Kategorie Best Action Performance.

## Hintergrund
Der Film basiert auf wahren Ereignissen im Kriegsgefangenenlager Grizedale Hall in Cumbria und teilweise auf den Ereignissen der Operation Kibitz, bei der deutsche U-Boot Kapitäne aus einem Kriegsgefangenenlager in Kanada befreit werden sollten.
Gedreht wurde der Film in Irland, die U-Boot-Szenen am Schluss des Films wurden in der Türkei gefilmt.
Regisseur Johnson machte sich in den 1960er Jahren einen Namen als Regisseur einiger erfolgreicher Fernsehserien. Für den später oscarprämierten Filmeditor Tom Rolf, einem als Ernst Rolf geborenen Schweden, war es die fünfte Arbeit an einem Kinofilm.